# Rutela heraldica
Rutela heraldica är en skalbaggsart som beskrevs av Perty 1832. Rutela heraldica ingår i släktet Rutela och familjen Rutelidae. Inga underarter finns listade i Catalogue of Life.